# Anthonomus humeralis
Anthonomus humeralis es una especie de gorgojo fitófago del género Anthonomus, categorizada en la tribu Anthonomini, de la subfamilia Curculioninae.

## Distribución
Se distribuye por Finlandia, Suecia, Polonia, Noruega, Alemania, Estonia, Austria, Francia, Rusia, Países Bajos y Luxemburgo.

## Taxonomía
Fue descrita por Porta en 1932.